# Entoloma roseum
Entolóma róseum (лат.) — вид грибов, входящий в род Энтолома (Entoloma) семейства Энтоломовые (Entolomataceae).
Синонимы:
- Leptonia rosea Longyear 1902basionym
- Rhodophyllus roseus (Longyear) M.M. Moser 1967

## Биологическое описание
- Шляпка 1,5—3 см в диаметре, у молодых грибов конической, полушаровидной или колокольчатой формы, с возрастом раскрывается до выпуклой, негигрофанная, в молодом возрасте ярко-розовая, в центральной части часто более тёмная, со временем слабо выцветает, с бархатистой, затем чешуйчатой поверхностью. Край шляпки в начале развития подвёрнут.
- Мякоть белого цвета, без особого вкуса и запаха.
- Гименофор пластинчатый, пластинки довольно частые, у молодых грибов белого цвета, с возрастом розовеют.
- Ножка 2,5—6 см длиной и 0,2—0,6 см толщиной, обычно цилиндрической формы, иногда утолщающаяся книзу, сначала одного цвета со шляпкой, затем темнеет до буро-розовой, в верхней части иногда с беловатым опушением. Кольцо отсутствует.
- Споровый порошок розового цвета. Споры 8,5—11,5×7—8 мкм, угловатые. Базидии четырёхспоровые, без пряжек, 27—42×9—16 мкм. Хейлоцистиды цилиндрической, булавовидной формы, реже веретеновидные, у некоторых экземпляров отсутствуют, 20—50×5—17 мкм. Кутикула шляпки — триходермис, состоящий из веретеновидных гиф до 25 мкм толщиной[1].

Токсические свойства Entoloma roseum не изучены.

## Ареал и экология
Entoloma roseum широко распространена в Европе и Северной Америке. Встречается очень редко, на полях и лугах, по берегам рек, в ивовых и можжевёловых лесах, обычно на богатых известью почвах.